# Robert Benayoun
Robert Benayoun (Kenitra, 12 dicembre 1926 – Parigi, 20 ottobre 1996) è stato un critico cinematografico, scrittore, uomo di cinema francese.

## Biografia
Surrealista dal 1948, nel 1951 fondò con Ado Kyrou la rivista L'Âge du cinéma, di cui fu redattore capo. Collaborò regolarmente con riviste surrealiste a partire da Medium, tra cui  Le Surréalisme même e La Brêche. Nel 1960 si recò con il Gruppo surrealista nel Désert de Retz
 
e compare in questa occasione nel reportage fotografico di Denise Bellon al fianco di André Breton. 
Pubblicò uno dei primi studi sulla biografia di Freud di Ernest Jones
. 
Nel 1960 firmò il Manifesto dei 121, dichiarazione sul «diritto all'insubordinazione» nel contesto della guerra d'Algeria.
Pamphlétaire di talento, Benayoun «demolisce» l'opera di Louis Pauwels e Jacques Bergier, Il mattino dei maghi, in particolare nella prefazione alla sua traduzione del Libro dei dannati di Charles Hoy Fort, che scatenò una vivace polemica tra surrealisti e membri della rivista Planète. 
Tradusse anche le poesie di Edward Lear e L'île fantôme di Washington Irving. Fu critico cinematografico a Positif, a La Méthode, a France Observateur e a Le Point.
Oltre a diversi libri sul surrealismo e sul 'nonsense' (L'Anthologie du non-sens, Érotique du surréalisme, Le Rire des surréalistes), Robert Benayoun è anche autore di numerose monografie sul cinema, sia "serio" (John Huston; Alain Resnais, arpenteur de l'imaginaire) che comico (Les Frères Marx, Bonjour monsieur Lewis, Le Regard de Buster Keaton) e affronta anche il cinema d'animazione (le Dessin animé après Walt Disney, Le Mystère Tex Avery). Verso la fine della vita inizia un libro su Steven Spielberg con l'accordo del regista di Jurassic Park, ma la malattia gli impedisce di finirlo.
Per due volte, Benayoun passò dietro la macchina da presa, firmando il film fantastico Paris n'existe pas (dove recita, anche) nel 1969 e la commedia Sérieux comme le plaisir (in italiano Primavera carnale) nel 1975.
È stato membro della giuria del Festival di Cannes nel 1980.

## Pubblicazioni
- L'Anthologie du non-sens, Jean-Jacques Pauvert, Paris, 1957
- Le Dessin animé après Walt Disney, premio Armand-Tallier, Pauvert 1962
- Érotique du surréalisme, Jean-Jacques Pauvert, Paris, 1965
- Bonjour monsieur Lewis, P. Losfeld, 1972
- Le Nonsense, Balland, 1977
- John Huston, Seghers, 1966
- Les Frères Marx, Seghers, 1980
- Alain Resnais, arpenteur de l'imaginaire, Stock, 1980
- Le Regard de Buster Keaton, Herscher, 1982
- Les Dingues du nonsense de Lewis Caroll à Woody Allen, Seuil, 1986
- Le Mystère Tex Avery, Seuil, 1988
- Le Rire des surréalistes, La Bougie du Sapeur, 1988
- Petites pièces pouvant servir à approcher (même à comprendre) sinon à expliquer dans son ensemble le surréalisme, L'Ecart absolu, 2001